# Papaipema sciata
Papaipema sciata är en fjärilsart som beskrevs av Bird 1908. Papaipema sciata ingår i släktet Papaipema och familjen nattflyn. Inga underarter finns listade i Catalogue of Life.